# Steven Stamkos
Steven Stamkos (ur. 7 lutego 1990 w Markham) – kanadyjski hokeista, reprezentant Kanady.

## Edukacja
Uczęszczał do St. Brother André Catholic High School.

## Kariera
- Markham Waxers (2005-2006)
- Sarnia Sting (2006-2008)
- Tampa Bay Lightning (2008-)

Wychowanek Markham Waxers MHA. Od 2006 przez dwa lata grał w kanadyjskiej juniorskiej lidze OHL w ramach CHL, po czym w drafcie NHL z 2008 został wybrany przez Tampa Bay Lightning z numerem 1. Od tego roku występuje w barwach tej drużyny w rozgrywkach NHL. W lipcu 2011 przedłużył kontrakt z klubem o pięć lat.
Uczestniczył w turniejach mistrzostw świata 2009, 2010, Pucharu Świata 2016. W 2014 kontuzja wykluczyła jego udział w igrzyskach olimpijskich 2014 w Soczi.

## Sukcesy

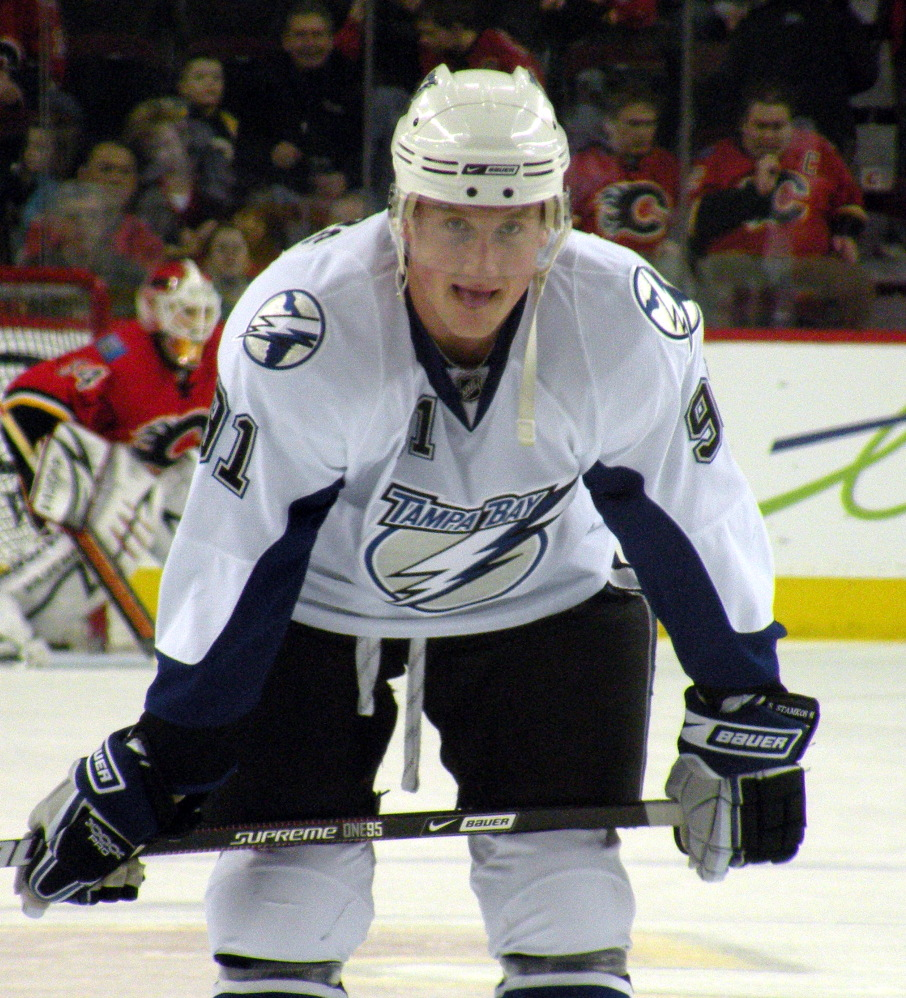
Steven Stamkos w barwach Tampa Bay Lightning (2009)

Reprezentacyjne
- Złoty medal mistrzostw świata juniorów do lat 20: 2008
- Srebrny medal mistrzostw świata: 2009
- Puchar Świata: 2016

Klubowe
- Puchar Stanleya: 2020 z Tampa Bay Lightning

Indywidualne
- OHL 2005/2007:
  - Jack Ferguson Award
- OHL 2006/2007:
  - OHL Scholastic Player of the Year „Bobby Smith Trophy”
  - OHL Second All-Rookie Team
- Mistrzostwa świata do lat 18 w hokeju na lodzie mężczyzn 2007/Elita:
  - Czwarte miejsce w klasyfikacji kanadyjskiej turnieju: 10 punktów[4]
  - Pierwsze miejsce w klasyfikacji asystentów turnieju: 8 asyst[5]
  - Jeden z trzech najlepszych zawodników reprezentacji na turnieju[6]
  - Skład gwiazd turnieju[7]
- CHL 2007/2008:
  - CHL First All-Star Team
  - CHL Top Draft Prospect Award
  - CHL Top Prospects Game
- Mistrzostwa Świata w Hokeju na Lodzie 2009/Elita:
  - Pierwsze miejsce w klasyfikacji strzelców turnieju: 7 goli (ex aequo z Niko Kapananem i Jasonem Spezzą)
  - Skład gwiazd turnieju
- NHL (2009/2010):
  - Maurice Richard Trophy - pierwsze miejsce w klasyfikacji strzelców w sezonie zasadniczym: 51 goli (ex aequo z Sidneyem Crosbym)
- NHL (2010/2011):
  - NHL All-Star Game
- NHL (2011/2012):
  - Maurice Richard Trophy - pierwsze miejsce w klasyfikacji strzelców w sezonie zasadniczym: 60 goli
  - NHL All-Star Game
- NHL (2012/2013):
  - Pierwsza gwiazda miesiąca - luty 2013
  - Drugie miejsce w klasyfikacji strzelców w sezonie zasadniczym: 29 asysty
  - Drugie miejsce w klasyfikacji kanadyjskiej w sezonie zasadniczym: 57 punktów
- Mistrzostwa Świata w Hokeju na Lodzie 2013/Elita:
  - Jeden trzech najlepszych zawodników reprezentacji[8]
- Mistrzostwa Świata w Hokeju na Lodzie 2013/Elita:
  - Trzecie miejsce w klasyfikacji strzelców turnieju: 7 goli
  - Piąte miejsce w klasyfikacji kanadyjskiej turnieju: 12 punktów
  - Drugie miejsce w klasyfikacji strzelców goli zwycięskich: 3 gole
- NHL (2014/2015):
  - Drugie miejsce w klasyfikacji strzelców w sezonie zasadniczym: 43 gole
- Występ w Meczu Gwiazd NHL w sezonie  2017-2018